# 제산초등학교
제산초등학교는 대한민국 경상남도 거제시에 있는 공립 초등학교이다.

## 학교 연혁
- 2008년 3월 1일 : 개교

2020년 4월 온라인개학 시작
2020년 6월 2부등교 시작

## 참고 자료
- 제산초등학교 - 한국교육학술정보원 학교알리미